# 후쿠모토 세이조
후쿠모토 세이조(일본어: 福本 清三 ふくもと せいぞう[*], 본명: 하시모토 세이조(橋本 清三, はしもと せいぞう), 1943년 2월 3일 ~ 2021년 1월 1일)는 일본의 배우이다. 효고현 출신.